# Jászalsószentgyörgy
Jászalsószentgyörgy là một thị trấn thuộc hạt Jász-Nagykun-Szolnok, Hungary. Thị trấn này có diện tích 47,67 km², dân số năm 2010 là 3515 người, mật độ 74 người/km².